# Moritz Sobernheim

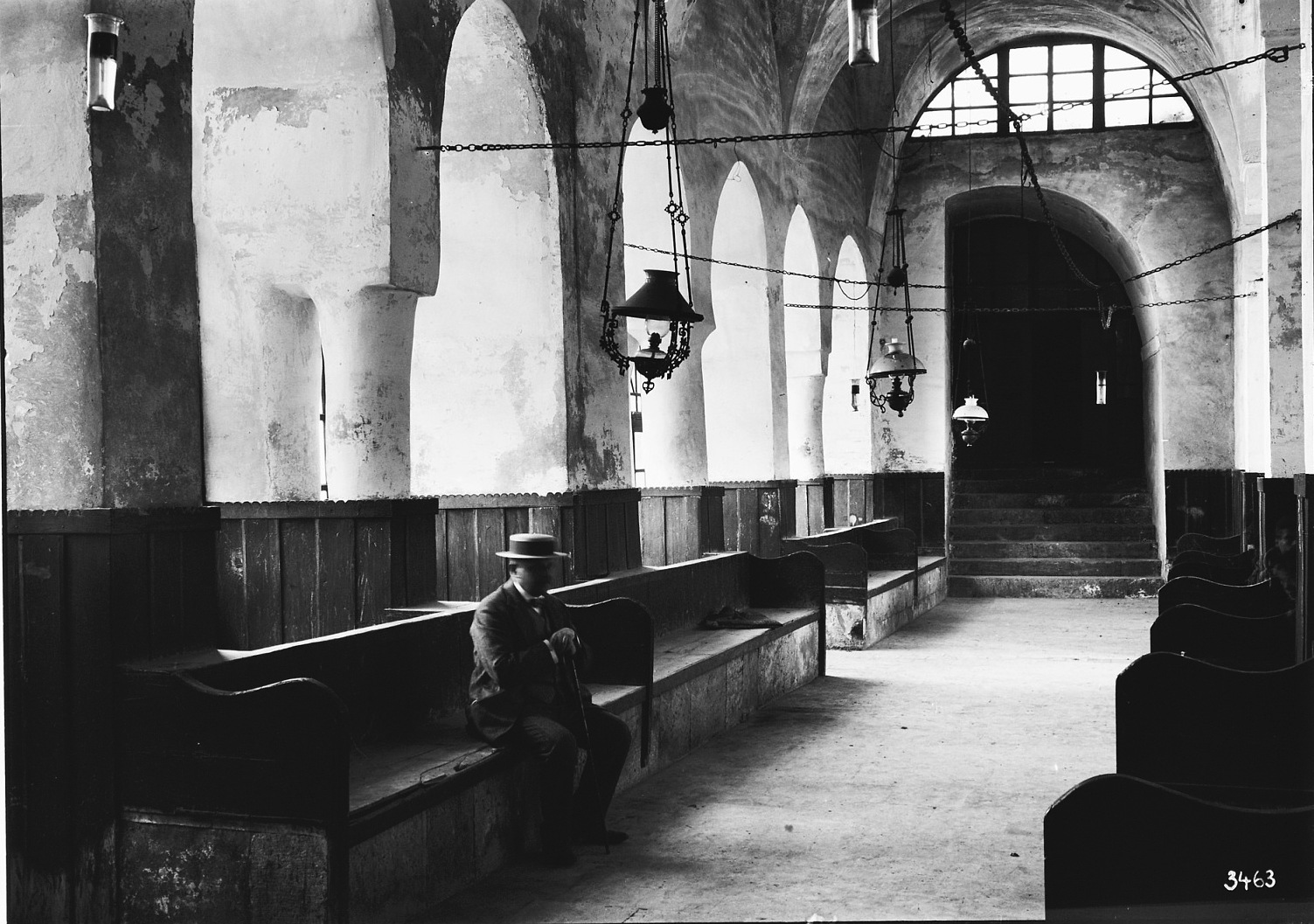
Moritz Sobernheim in Aleppo (1908)

Moritz Sebastian Sobernheim (geboren 13. August 1872 in Berlin; gestorben 5. Januar 1933 ebenda) war ein deutscher Politiker, Diplomat und Orientalist.

## Leben
Moritz Sobernheim war ein Bruder von Curt Sobernheim (1871–1940) und Walter Sobernheim. Sein Stiefvater war Eugen Landau (1852–1935), der Anna Sobernheim, geb. Magnus (1850–1908) drei Jahre nach dem Tod des Vaters, des Bankiers Adolf Sobernheim (1840–1880), ehelichte.

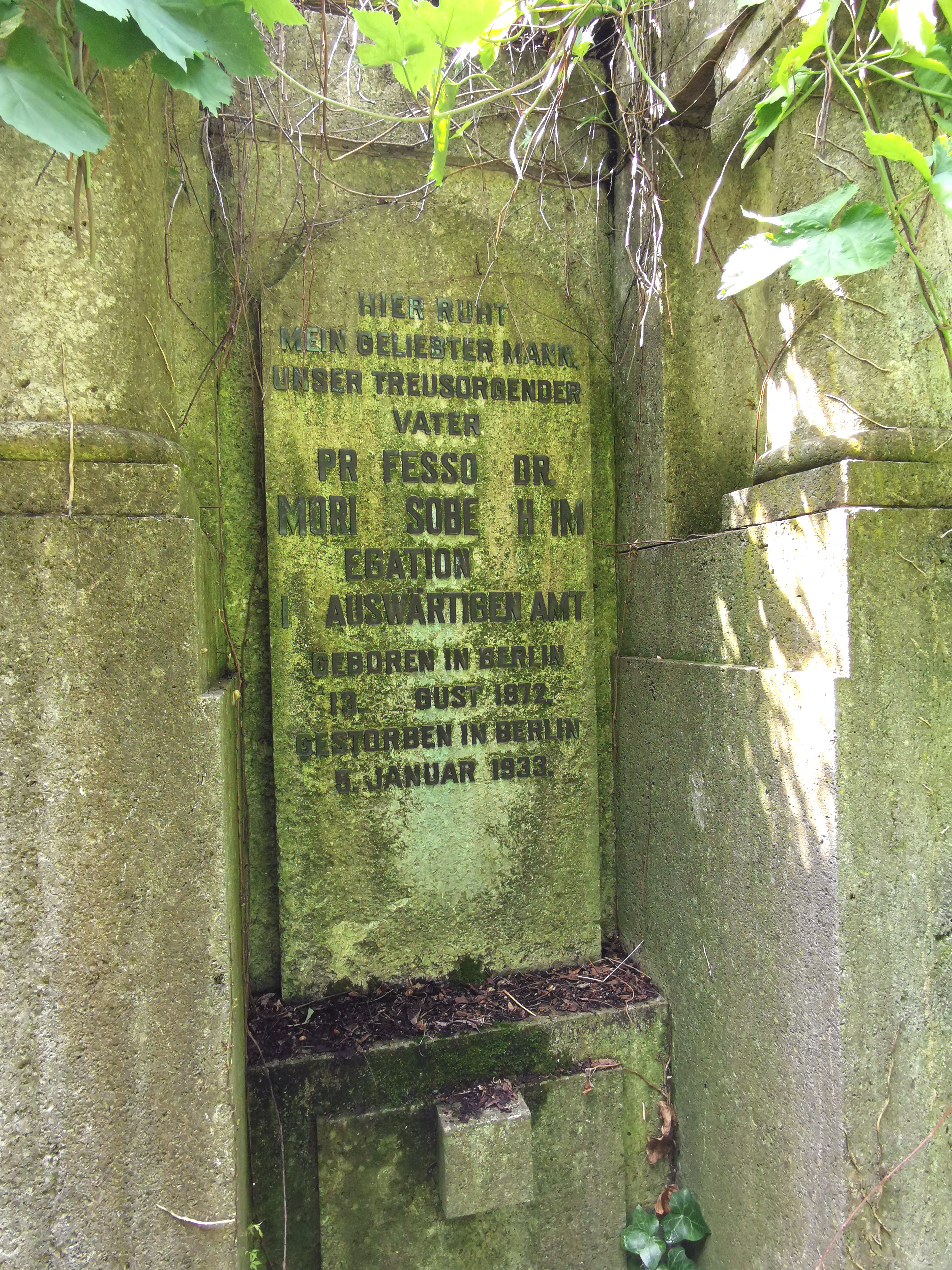
Grabstelle auf dem Jüdischen Friedhof Berlin-Weißensee

Moritz Sobernheim leitete als Diplomat im Auswärtigen Amt das Referat Deutsch-Jüdische Beziehungen von seiner Gründung 1918 bis 1932. Er war Zionist und engagierte sich zudem als Präsident in der Gesellschaft zur Förderung der Wissenschaft des Judentums sowie in der Zeit von 1922 bis 1931 mehrfach als Vorstandsmitglied in der Gesellschaft der Freunde, welcher er 1894 beigetreten war.
Bekannt wurde er zudem für seine Veröffentlichungen zu Ausgrabungen im Orient. Er bereiste mehrfach den Nahen Osten im Auftrag der preußischen Regierung und des Institut d’archéologie français und war Teilnehmer der deutschen Baalbek Expedition. Moritz Sobernheim wurde auf dem Jüdischen Friedhof Weißensee beerdigt (Feld E 3).

## Schriften (Auswahl)
- Palmyrenische Inschriften (= Mitteilungen der Vorderasiatischen Gesellschaft. Jahrgang 10, 2). Peiser, Berlin 1905, doi:10.25673/98165.
- Die Inschriften der Moschee von Hims. In: Kurt Regling, Hermann Reich (Hrsg.): Festschrift zu C. F. Lehmann-Haupts sechzigstem Geburtstage (= Janus. 1, ZDB-ID 847139-3). Braumüller, Wien 1921, S. 225–239.
- Baalbek in islamischer Zeit. Vereinigung Wissenschaftlicher Verleger, Berlin 1922, (Vorabdruck zu: Die arabischen Inschriften. In: Theodor Wiegand (Hrsg.): Baalbek. Ergebnisse der Ausgrabungen und Untersuchungen in den Jahren 1898 bis 1905. Band 3. de Gruyter, Berlin u. a. 1925, S. 12–40).